# Сабор у Вјену
Сабор у Вјену је петнаести екуменски (васељенски) сабор по римокатоличкој цркви. Одржан је између 1311. и 1312. године.

## Историја
Сабор је сазвао папа Клемент V на захтев француског краља Филипа Лепог. На сабору у Вјену укинут је витешки ред Темплара. Такође, на сабору су осућене фратичеле и бегине. Сабор је тражио да се спроведе легална истрага темплара уз вођење расправе која је била уобичајена на ранијим васељенским саборима. Француски краљ Филип IV то није дозволио и испословао је да папа Клемент самостално укине темпларски ред, а да се њихова добра предају Јовановцима. 